# 케이타 (가수)
케이타(본명: 테라조노 케이타, 2001년 7월 4일 ~ )는 일본의 가수이다. 대한민국의 7인조 보이 그룹 이븐의 멤버로 리더를 맡고 있다. 과거 싸이퍼 멤버였다.